# ان‌جی‌سی ۱۵۱
ان‌جی‌سی ۱۵۱ (انگلیسی: NGC 151) نام یک کهکشان در صورت فلکی نهنگ است.